# Hamar István (lelkész)
Hamar István (Kisszentmárton, 1867. december 18. – Budapest, Ferencváros, 1933. augusztus 11.) református lelkész, teológus, egyházi író, a Budapesti Református Teológiai Akadémia tanára 34 éven át.

## Élete
Hamar Pál és Godány Sarolta fiaként született. 1886 és 1890 között a Budapesti Teológiai Akadémián folytatott tanulmányokat. 1891-ben a skóciai edinburghi egyetemen szerzett lelkészi képesítést. 1891-től hitoktató, 1896-tól a Teológiai Akadémia helyettes, majd 1897-től rendes tanár az ószövetségi tanszéken. 1905-től 1912-ig mint a Protestáns Egyházi és Iskolai Lap kiadó tulajdonosa és szerkesztője is működött. Hosszú időn keresztül Ráday könyvtár és az egyházkerületi levéltár őri tisztségét is viselte, illetve 1918 után  az egyházkerületi tanácsbíróságot. 1931-ben vonult nyugalomba, 1933-ban hunyt el Budapesten 66 éves korában epekő következtében. Felesége Eötvös Mária volt.

## Művei

### Folyóiratcikkek
- Az amerikai magyar reformátusok lelki gondozása (Protestáns Szemle, 1910)
- Az ótestamentomi véres áldozatok és azokban a vér jelentősége (Theológiai Szaklap, 1914)
- Ézsajás könyve I-XII. fejezetének eredeti részei ritmikus magyar sorokban (Protestáns Szemle, 1917)

### Önállóan megjelent művek
- Hózseás próféta könyve (Budapest, 1897)
- Biblika theologia (I. k.). (Budapest, 1898)
- Az isteni kijelentés az ó- és újtestamentumban (Budapest, 1902.; VIII. kiad. 1922)
- A budapesti ref. theol. akadémia Ráday-könyvtárának jelene. (Budapest, 1913)
- Ószövetségi irodalomtörténet (Budapest, 1920)
- Bibliaismertetés. Képezdei tankönyv (Debrecen, 1927)
- Emlékezés Szász Károlyra (Budapest, 1930)

Murányi Jánossal belekezdett egy Bibliai kézi lexikonba (1919) és szerkesztette a Czeglédy–Kállay-féle Bibliai lexikont is (1929–1931).